# Copa Campeonato del Río de la Plata
La Copa Campeonato del Río de la Plata fue una competición oficial de fútbol organizada por la Asociación Amateurs de Football y la Federación Uruguaya de Football. Se disputó con un formato similar a la Copa Aldao, pero, en este caso, con la participación de los campeones de las asociaciones disidentes.

## Edición
| Año  | Ganador               | Resultado | Finalista                    | Sede         |
| ---- | --------------------- | --------- | ---------------------------- | ------------ |
| 1923 | San Lorenzo Argentina | 1:0       | Atlético Wanderers · Uruguay | Buenos Aires |

## Palmarés
| Equipo             | Títulos | Subtítulos |
| ------------------ | ------- | ---------- |
| San Lorenzo        | 1       | 0          |
| Atlético Wanderers | 0       | 1          |

## Partido
| 22 de junio de 1924 | San Lorenzo | 1:0 | Atlético Wanderers |  |  |